# Rakoșîno, Muncaci
Rakoșîno (în ucraineană Ракошино) este localitatea de reședință a comunei Rakoșîno din raionul Muncaci, regiunea Transcarpatia, Ucraina.

## Demografie
Componența lingvistică a localității Rakoșîno
     Ucraineană (53,9%)
     Maghiară (45,58%)
     Alte limbi (0,42%)
Conform recensământului din 2001, majoritatea populației localității Rakoșîno era vorbitoare de ucraineană (53,9%), existând în minoritate și vorbitori de maghiară (45,58%).